# Kirche der Herabkunft des Hl. Geistes auf die Apostel (Ruma)

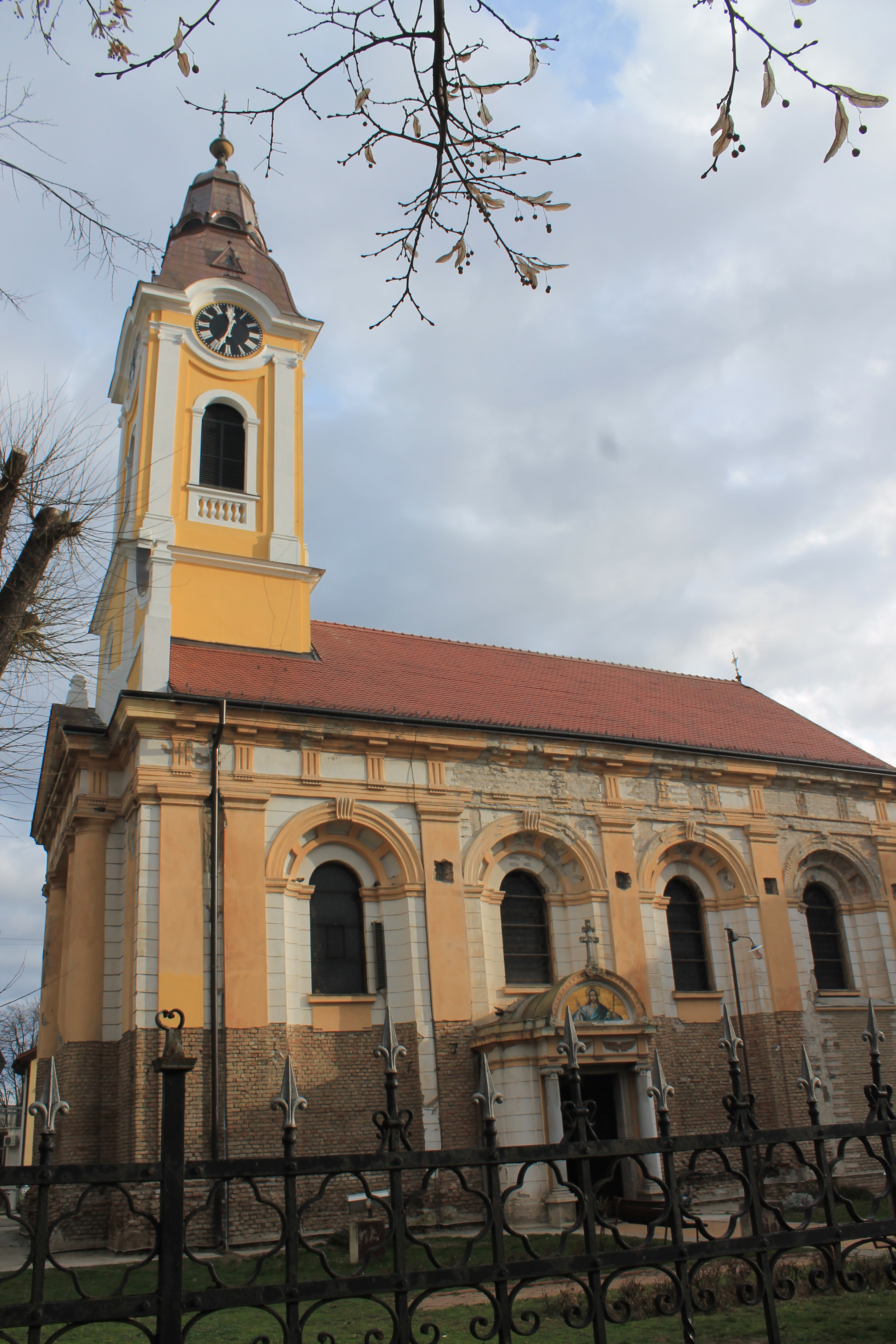
Die Kirche der Herabkunft des Hl. Geistes auf die Apostel in Ruma (März, 2018)

Die Kirche der Herabkunft des Hl. Geistes auf die Apostel (serbisch: Црква Сошествија oder Силаска Светог Духа на апостоле, Crkva Sošestvija oder Silaska Svetog Duha na apostole), auch unter den Namen Grčka crkva (Griechische Kirche), Crkva Svetog Duha (Heilig-Geist-Kirche) und Crkva Svih Svetih (Allerheiligenkirche) bekannt, in der Stadt Ruma, ist eine serbisch-orthodoxe Kirche im nordwestlichen Serbien.
Das von 1836 bis 1905 erbaute Kirchengebäude ist der Hl. Dreifaltigkeit unter dem Patrozinium des Feiertages der Herabkunft (Ausgießung) des Hl. Geistes auf die Apostel geweiht und ist die Pfarrkirche der Pfarreien I und II zur Kirche der Herabkunft des Hl. Geistes auf die Apostel der Stadt Ruma im Dekanat Ruma der Eparchie Srem der Serbisch-Orthodoxen Kirche. Die Kirche ist zudem die orthodoxe Hauptkirche von Ruma und Sitz des Dekanats Ruma.
Das jüngste und dekorativste Kirchengebäude, der drei historischen orthodoxen Kirchen der Stadt, besitzt als unbewegliches Kulturgut den Status eines Kulturdenkmals von großer Bedeutung und steht unter staatlichem Schutz. Das Gotteshaus gilt als Meisterwerk eklektischer Baukunst.

## Lage
Die Stadt Ruma liegt in der Landschaft des Srem im westlichen Teil der autonomen Provinz Vojvodina. Das Stadtzentrum von Ruma wird oft als das Herz des Srem bezeichnet.
Die Kirche der Herabkunft des Hl. Geistes auf die Apostel oder kurz Heilig-Geist-Kirche, steht im Stadtzentrum an der Hauptstraße, der Glavna Ulica. Die genaue Adresse der Kirche lautet Glavna Ulica Nr. 159. Nahe bei der Kirche stehen unter anderem, die römisch-katholische Kreuzerhöhungskirche, der Stadtmarkt, der große Stadtplatz, eine Postfiliale, das Café Pod Lipom, ein Kindergarten, die Grundschule Jovan Jovanović Zmaj, die Stadtbibliothek Atanasije Stojković und das Gerichtsgebäude.
Im großen dekorativ hergerichteten und umzäunten Kirchhof, mit einem großen Eingangstor an der Südseite und zwei kleineren Nebentoreingängen an der Westseite, stehen neben der Kirche, das große Pfarrhaus, die Grabkapelle der Familie Maksimović mit unterirdischer Krypta, die Kapelle Hl. Stefan Dečanski mit großen Kirchbrunnen (in dem eine steinerne Abbildung der Ikone der Muttergottes von der lebenspendenden Quelle dargestellt ist), ein kleines überdachtes Gebäude zu Kerzenentzünden, ein kleiner Kirchladen, ein großer Kirchladen mitsamt Räumlichkeiten zum Kerzenentzünden, ein zweiter Kirchbrunnen, drei Fahnenständer, Blumenbeete, eine überdachte Informationstafel, Sitzbänke und Bäume.
An der Süd-, Nord- und Westseite befinden sich kleinere Parkplätz. An der Ostseite grenzen direkt an den Kirchhof Wohnhäuser. An dem Gebäude, das zur Hauptstraße steht, wurde 2021, ein Mural des Patriarchen Irinej, angebracht.

## Geschichte

### Vorgeschichte zum Kirchenbau

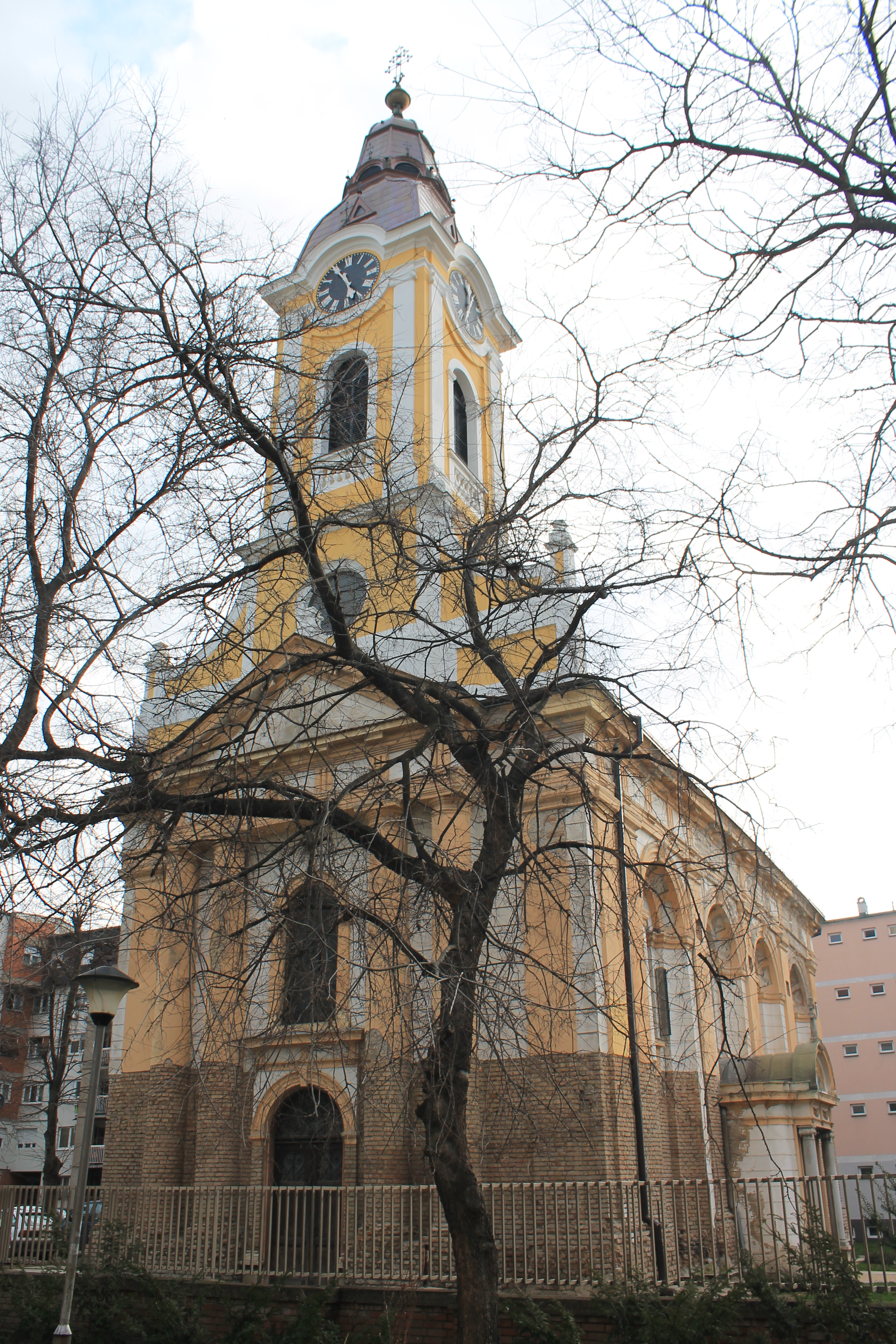
Blick auf die Westfassade der Kirche

Die Siedlung Ruma wird erstmals im türkischen Defterregistern von 1566/67 erwähnt, als Dorf mit 49 Häusern, einer mittelalterlichen Kirche und drei Priestern.
Die Kirche der Herabkunft des Hl. Geistes auf die Apostel ist die dritte heute noch stehende historische orthodoxe Kirche der Stadt. Das älteste Kirchengebäude ist die Kirche der Überführung der Reliquien des Hl. Nikolaus aus dem Jahre 1758. Das zweite Gotteshaus, die Christi-Himmelfahrts-Kirche, wurde 1761 erbaut. Beide Kirchen sind Kulturdenkmäler von großer Bedeutung und stehen im östlichen Stadtgebiet.
Die dritte orthodoxe Kirche in Ruma wird bereits Ende des 18. Jahrhunderts erwähnt, damals war das hölzerne Gotteshaus, erbaut um 1750, allerdings aus Kiefernbrettern zusammengesetzt, baufällig und einsturzgefährdet. Der genau Standort dieser Kirche, ist unbekannt, jedenfalls stand diese Kirche nicht am Standort der heutigen Kirche im Stadtzentrum.
In den 1780er Jahren kauften zahlreiche orthodoxe Kaufleute Häuser im Stadtzentrum. Da die Holzkirche sowie die beiden Kirchen im östlichen Stadtgebiet weit von ihren Wohnorten entfernt waren, wollten die wohlhabenden Kaufleute ein neues Gotteshaus im Stadtzentrum erbauen.
Die Geschichte der Kirche der Herabkunft des Heiligen Geistes auf die Apostel in Ruma beginnt Ende des 18. Jahrhunderts, genauer gesagt im Jahr 1787, als Kaufleute aus Ruma eine Anfrage an den damaligen Metropoliten der Metropolie Karlovci, Mojsije, schickten, um eine Empfehlung für die Erteilung einer Genehmigung zum Bau einer dritten orthodoxen Kirche aus festem Material zu erhalten.
Zur Begründung hieß es, die beiden bestehenden orthodoxen Kirchen seien „am Rande der Stadt und daher im Winter nur schwer zu erreichen.“ Aus heutiger Sicht klingt dies als vorgeschobene Ausrede, da die beiden älteren Kirchen in einem Umkreis von kaum einem halben Kilometer um die Kirche der Herabkunft des Hl. Geistes auf die Apostel, stehen und die wahren Gründe für den Bau einer dritten Kirche vielleicht in der Demonstration der Überlegenheit der wachsenden serbischen Bevölkerung gegenüber der ehemals dominierenden deutschen Bevölkerung, zu suchen sind.
Dies wird noch deutlicher, wenn man bedenkt, dass ein Vierteljahrhundert zuvor der Bau der Christi-Himmelfahrts-Kirche als zweites orthodoxes Kirchengebäude aus festem Material in Ruma kaum genehmigt wurde, da die damaligen österreichischen Behörden der Ansicht waren, ihr Standort sei zu nahe an der katholischen Kirche der Stadt, und dass für den Bau der dritten Kirche, ein noch näherer Standort zum katholischen Gotteshaus (in direkter Nachbarschaft), gewählt wurde.
1792 wurden erste Schritte zum Bau einer Backsteinkirche unternommen. Die Metropolie Karlovci erteilte die Genehmigung für den Bau einer dritten neuen Kirche im Zentrum von Ruma, doch dann traten verschiedene Hindernisse auf, obwohl die Baumaterialien fast gesichert waren. Zuerst der Österreichisch-Türkische Krieg, dann die nahe große Pestepidemie und administrative Hindernisse.
Auch gab es Einwände, dass die Kirche zu nahe an der katholischen Kirche stehen würde und dass sie nicht von den Serben, sondern von der kleinen Anzahl an griechischen und walachischen Kaufleuten, die von der Bevölkerung Rumas, Cincari (Zinzaren), genannt wurden, in der Stadt erbaut werden sollte. Daraufhin folgte eine Petition von 114 prominenten Bürgern Rumas, darunter Atanasije Stojković, der damals bereits Doktor der Physik war, und dem Maler Jovan Pantelić. All dies verzögerte den Bau der dritten orthodoxen Kirche in Ruma erheblich.

### Die Allerheiligenkirche
Nach zahlreichen Schwierigkeiten und Herausforderungen durch die damaligen Behörden und jahrzehntelangem Drängen, erhielten die Serben und Zinzaren erst mit der Ankunft des Grafen Petar Pejačević im Jahr 1833, die Erlaubnis, die Backsteinkirche zu bauen. Allerdings unter der Bedingung, dass die neue orthodoxe Kirche die katholische nicht überragen dürfe.
Mit dem Projekt für den Bau der heutigen Kirche der Herabkunft des Hl. Geistes auf die Apostel, wurde der Baumeister Matijas Frelich aus Novi Sad betraut, der sich verpflichtete, den Kirchenbau innerhalb von vier Jahren abzuschließen. Das Gotteshaus wurde in den Baudimensionen 16 Ellen und zwei Fuß lang, 6 Ellen hoch und 5 Ellen breit erbaut. Der Schätzung zufolge sollte der Bau 14.445 Forint und 33 Silberkreuzer kosten.
Den Baubeginn markierte die Grundsteinlegung und die Weihung der Kirchenfundamente am 24. Mai 1836. Das Gotteshaus wurde zuerst dem Patronat der Allerheiligen geweiht. Daher rührt der Name Allerheiligenkirche für das Gotteshaus. Bereits im ersten Baujahr, konnte die Kirche dank der großzügigen finanziellen Zuwendungen der reichen Kaufmannsgemeinde der Zinzaren, bis zum Dach ausgebaut werden, weshalb die Kirche bis heute im Volksmund, Grčka crkva, genannt wird. Der Name Griechische Kirche ist bis heute zu gleich der populärste Name der Kirche geblieben. Das Gotteshaus wurde im klassizistischen Geist, mit erheblichem Anteil an Stilelementen des Barock, konzipiert.
Da die anfänglichen Geldmittel jedoch schnell aufgebraucht waren, wurde der Bau im folgenden Jahr eingestellt und das Kirchenschiff mit einem improvisierten Schindeldach gedeckt. Die gesamte Baustelle stand für die nächsten zwei Jahre still. Danach wurden die Arbeiten, hauptsächlich aufgrund von einem Mangel an finanziellen Mitteln, langsam, mühsam und sporadisch mit einem Wechsel mehrerer verschiedener Baumeister fortgesetzt. Das größte Kollateralopfer dieser Arbeitsdynamik war die große hölzerne Ikonostase, die vom berühmten Holzschnitzmeister, Georgije Dević, aus der Stadt Bačka Palanka hergestellt und 1851 in einer solch unvollendeten Kirche aufgestellt wurde und bald darauf aufgrund der Witterungseinflüsse völlig verfiel. Das Gotteshaus verblieb die nächsten Jahrzehnte in diesem Zustand.

### Heutige Kirche der Herabkunft des Hl. Geistes auf die Apostel

#### Ktitor-Familie Maksimović

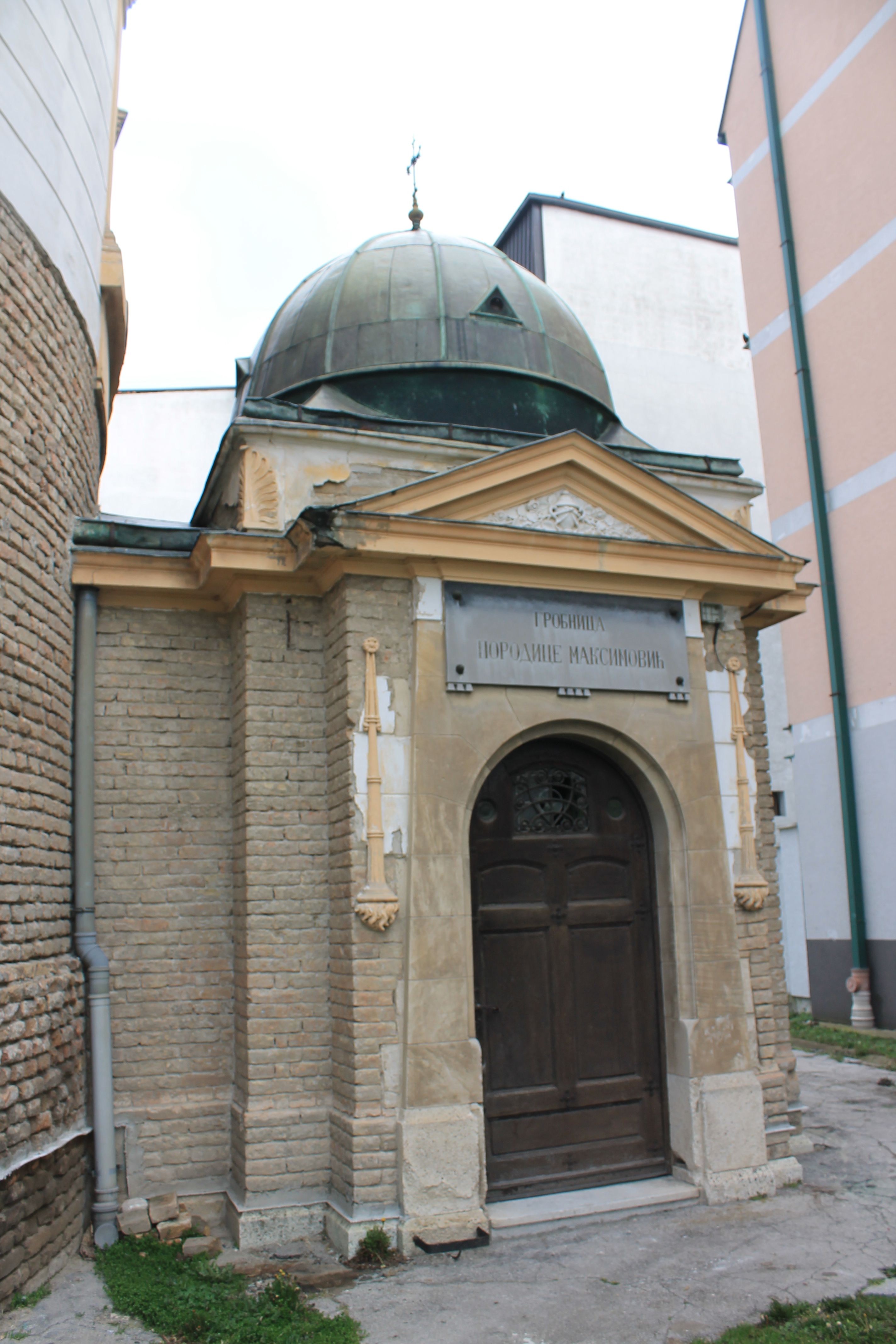
Die Grabkapelle der Familie Maksimović

Aufgrund eines tragischen Umstandes, wurde der Kirchenbau erst zu Beginn des 20. Jahrhunderts, fertiggestellt. Die reiche Kaufmannsfamilie Maksimović, eine der bedeutendsten Familien in Ruma seit der Wende vom 18. zum 19. Jahrhundert, ist vor allem für die die Renovierung, Fertigstellung und die heutige Monumentalität der Kirche verantwortlich. Ihr einziges Kind, die 21-jährige Tochter, Vera, besuchte einen Ball in Wien und starb dort im Januar 1902. Die genaue Todesursache ist unbekannt geblieben. Danach vermachten Vasa und Marija Maksimović ihr gesamtes Vermögen der Kirche. Dies ermöglichte die Arbeiten zur Renovierung des Kirchengebäudes sowie die Teilnahme zweier außergewöhnlicher Schöpfer dieser Zeit: Hermann Bollé und Uroš Predić.
Die Familie Maksimović wurde, dank ihrer großzügigen Spende und Hilfe an der Fertigstellung des Gotteshauses, als Ktitorenfamilie der Kirche angesehen und die Kirchengemeinde gestatte den Bau einer unterirdischen Familiengruft und einer oberirdischen Grabkapelle, beim bzw. unter dem Altarbereich des Kirchengebäudes. Da die Familie, mit dem frühen Tod ihres einzigen Kindes, ohne einen Erben zurückgeblieben war, übernahm die Kirche aus Dankbarkeit, die Familienslava der Maksimovićs, und änderte somit das Patronat von den Allerheiligen zu der Herabkunft des Hl. Geistes (Hl. Trinität). Die sterblichen Überreste der Tochter und der Eltern des Vasa Maksimović wurden in die fertige Grabkrypta überführt und auch Vasa und Marija Maksimović, wurden nach ihren Tod, in der Krypta bestattet.

#### Der Architekt Hermann Bollé
Mit der Rekonstruktion und dem Weiterbau der bestehenden, unvollendeten Kirche wurde der österreichische Architekt Hermann Bollé betraut, ein bekannter und anerkannter Restaurator architektonischer Denkmäler, der zu dieser Zeit zufällig in Ruma lebte. 1902 entwarf er den dazugehörigen Projektplan. Die Arbeiten unter der Leitung von Bollé, begannen 1903 und 1905 wurde das Kirchengebäude schließlich fertiggestellt und eingeweiht. Bollé erneuerte das bestehende, vor allem nach barocken Grundsätzen gestaltete Gotteshaus mit einem eklektischen Ansatz, wobei bei der Gestaltung der Fassaden und Details deutlich größere Einflüsse des Klassizismus zu erkennen waren, in denen auch Elemente der Romantik und sogar des frühen Jugendstil klar zu Vorschein treten.
Hermann Bollé gestaltete die gesamte Kirche neu: die Ikonostase, Schnitzereien, Wandmalereien, den Kirchturm, die Böden, die Krypta, sodass von der ursprünglichen bescheidenen Kirche aus dem Jahr 1851 praktisch nur noch die Wände übrig blieben. Besonders gelungen ist ihm die Gestaltung der westlichen Kirchenfassade mit einem klassizistischen, von einem Tympanon auf zwei Säulenpaaren im pseudo-toskanischen Stil eingerahmten Portikus-Portal, das aufgrund der seitlichen Ausrichtung der Kirche zur Hauptstraßenfront leider praktisch unbemerkt blieb und zu Unrecht vernachlässigt wurde.
Neben der Fertigstellung des bestehenden Kirchengebäudes, entwarf der Architekt, auch einen neuen Kirchturm mit einer dekorativen Zinnkappe in einer baulich charakteristisch, ruhigeren Form, im Gegensatz zum damals weit verbreiteten Muster der mehrgeschossigen Zwiebelturmkappen der Kirchturmdekoration.
Unterhalb der Altar-Apsis entwarf Bollé auch die Familiengruft der Familie Maksimović mit einem Eingang durch einen Annex-Kapellenanbau in der östlichen Verlängerung des Kirchengebäudes, in der der Dichter Laza Kostić ein Epitaph für den frühen Tod der Vera Maksimović verewigte.
Diese kleine, rechteckige Kapelle mit einer Kuppel, durch die man in die kreisförmige Grabstätte der Familie Maksimović gelangt, hat einen besonderen Wert, mit der einzigartigen Freske der Christi Auferstehung an der Decke, die von Uroš Predić, gemalt wurde.
Da Bollé seine Arbeit zur Restaurierung architektonischer Denkmäler auf universalistischen Prinzipien basierte, bildet die Kirche in dieser Hinsicht keine Ausnahme. So wurden nicht nur sämtliche Bauarbeiten, sondern auch sämtliche handwerklichen Arbeiten am Gebäude nach seinen Entwürfen und unter seiner Aufsicht ausgeführt, von Tischler-, Schlosser- und Dekorationsarbeiten bis hin zu detaillierten Studien zur Herstellung der Kronleuchter und jedes einzelnen Kirchenmobiliars, einschließlich der Kerzenständer. Einige seiner Zeichnungen werden, heute im Diözesanmuseum in der kroatischen Hauptstadt Zagreb, aufbewahrt. Auch sein Entwurf für die heutige Ikonostase, die von 1903 bis 1904 als Ersatz für die ursprüngliche Ikonostase des Georgije Dević entstand, die inzwischen völlig zerstört war, ist erhalten geblieben.

#### Die Maler Uroš Predić, Paško Vučetić und Kosta Vanđelović

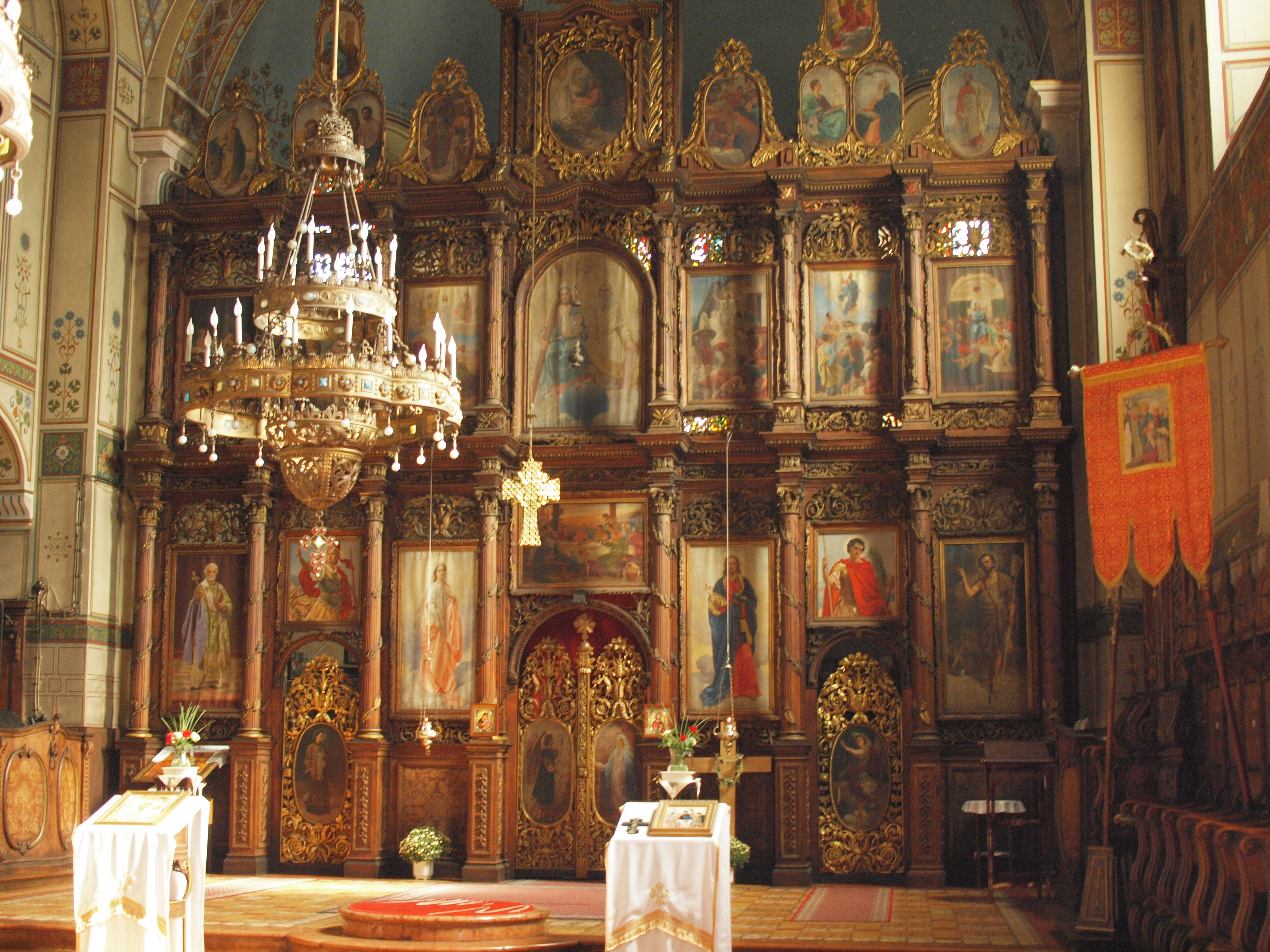
Die prächtige Ikonostase

Die Ikonen für die Ikonostase wurden von Uroš Predić auf Leinwand von 1904 bis 1905 gemalt, einem der größten serbischen Maler, der bereits damals als hervorragender Porträtist und Ikonenmaler berühmt war. Am 12. Juni 1902 unterzeichnete er den Vertrag mit dem Kirchenvorstand und malte zunächst 33 Ikonen.
Obwohl diese Ikonostase von Kunsthistorikern nicht zu den besten Werken Predićs gezählt wird, muss man zugeben, dass sein Können hier in der Darstellung der Figuren voll zum Ausdruck kam, denen er die Züge einiger für den Bau der Kirche bedeutender Figuren verlieh. Predić verwendete in seinen Werken häufig reale Figuren, was in der Orthodoxie nichts Neues ist, jedoch wurde er zum Zeitpunkt des Schaffens der Ikonen heftig kritisiert, insbesondere wegen der Darstellung der Allerheiligsten Gottesmutter Maria nach der Vorlage der Vera Maksimović, mit einem Heiligenschein aus einer Sternenreihe, der außerhalb aller orthodoxen Kanones, gemalt wurde.
Neben der Ikonostase bemalte Uroš Predić auch das Grab der Familie Maksimović, ein einzigartiges Beispiel der Wandmalerei dieses großen Künstlers. Uroš Predić gestaltete auch die malerischen Dekorationen der Throne und Chöre der Kirche. Der erfahrene Predić stellte das Bemalen der Ikonostase, in Zusammenarbeit, mit dem jungen ebenfalls bekannten Maler, Paško Vučetić, fertig. Predić nahm die Arbeit in der Kirche unmittelbar auf, nachdem er die zweite Ikonostase des Klosters Grgeteg von 1900 bis 1902 bemalt hatte.
Die Kirchenwände wurden von dem wenig bekannten Maler Kosta Vanđelović bemalt, der zu dieser Zeit ein sehr aktiver Kirchendekorateur und Ikonenmaler war und den die heutigen Kunstkritiker als bloßen Handwerker und nicht als Künstler betrachten, obwohl er Werke in einigen bedeutenden Kirchengebäuden hinterlassen hat. Wie wertvoll Vanđelovićs Wandmalereien auch sein mögen, Ende der 1980er Jahre waren sie durch Feuchtigkeit und Kerzenruß völlig zerstört, sodass die Wände Anfang der 1990er Jahre neu gestrichen wurden und die Originalmalereien nur noch in Fragmenten erhalten blieben. Obwohl in der Literatur von einer Bemalung nach Originalvorlagen die Rede ist, sind bei ansonsten recht ähnlichen Mustern an den Stellen, wo die neuere Farbschicht abblättere, dennoch gewisse Unterschiede zu erkennen. Da die neue Wandmalereien keinen hohen künstlerischen Wert besitzen, wurde die Frage gestellt, ob die vorhandenen Dekorationen erhalten bleiben sollen oder die Originale wieder herzustellen seien, die zumindest einen historischen Wert besäßen.

#### Die Kirche im Laufe der Zeit
Vor dem Ersten Weltkrieg besaß die Kirche die größte Kirchenglocke im Srem, die jedoch von der österreichisch-ungarischen Armee, für die Kanonenproduktion zerstört wurde. Die neue in Zagreb hergestellte Kirchenglocke wurde am 26. September 1937 installiert und war wiederum die größte Glocke des Srem.
Seit dem großen Umbau Anfang des 20. Jahrhunderts, der der Kirche ihre endgültige Erscheinungsform verlieh, war das Kirchengebäude jedoch mehrmals Gegenstand von Reparaturen und Restaurierungen, hauptsächlich aufgrund von Problemen mit ungleichmäßigen Setzungen, die zu Rissen im Kirchenschiff führten. Die in der Bevölkerung populäre Theorie, die die Maksimović-Gruft dafür verantwortlich macht, dass diese die Kirchenfundamente untergraben würde, ist weit von der Wahrheit entfernt, denn das schnellere Absinken erfolgte tatsächlich im Bereich des Kirchturms, dessen Gewicht die Tragfähigkeit des ohnehin schwachen Bodens offenbar nur geringfügig übersteigt.
Das Problem konnte durch die Einbringung von Stahlverstrebungen im Mittelschiffbereich Anfang der 1970er Jahre kurzfristig behoben werden, die jedoch später von einem Priester wegen „Raumverzerrung“ wieder entfernt wurden, woraufhin sich die Setzungen so stark verstärkten, dass der Kirchturm sich sichtbar nach Westen neigte. Durch die in den 2000er Jahren durchgeführte statische Sanierung wurden die Zugstäbe wiederhergestellt und seit 2011 sind bei geodätischen Untersuchungen keine ungleichmäßigen Setzungen mehr zu beobachten.
Die Kirche wurde am 15. April 1969 zum Kulturdenkmal erklärt. Am 30. Dezember 1991 erfolgte die Kategorisierung der Kirche und das Kirchengebäude wurde zu einem Kulturdenkmal von großer Bedeutung erklärt. 1980 im sozialistischen Jugoslawien wurden Konservierungsarbeiten an der Kirche durchgeführt. In den 1990er Jahren wurden Arbeiten am Dach durchgeführt. Auch 2006 erfolgten Arbeiten zur Erneuerung des Kirchendaches.
Anfang der 2010er Jahre war der Gesamtzustand der Kirche aus verschiedenen Gründen in keinem besonders repräsentativen Zustand. An den Fassaden, insbesondere über den Fenstern, waren weithin große Risse sichtbar; der untere Bereich der Kirchenwände wurde bis auf die Ziegel freigelegt, um die Feuchtigkeit abzuleiten, und befand sich jahrelang in diesem Zustand; Die Fassaden des Kirchturms waren verdunkelt und von Feuchtigkeit beschädigt, die Uhren funktionierten seit Jahrzehnten nicht mehr und die Blechkappe war an einigen Stellen patiniert und beschädigt. Es wurden Vorbereitungen für eine umfassende Rekonstruktion des Gebäudes unternommen, die die jüngste historische Kirche in Ruma, in einen Zustand versetzen soll, in dem eines der bedeutendsten Denkmäler des architektonischen Erbes de Stadt, würdig präsentiert wird.
Am 21. Juli 2016 wurden die Reliquien der Hl. Mutter Angelina von Serbien in der Kirche ausgestellt und der Priester Petar Đorđić hielt ein feierliches Akatist im Gotteshaus ab.

#### Große Restaurierung der Kirche von 2016 bis 2022

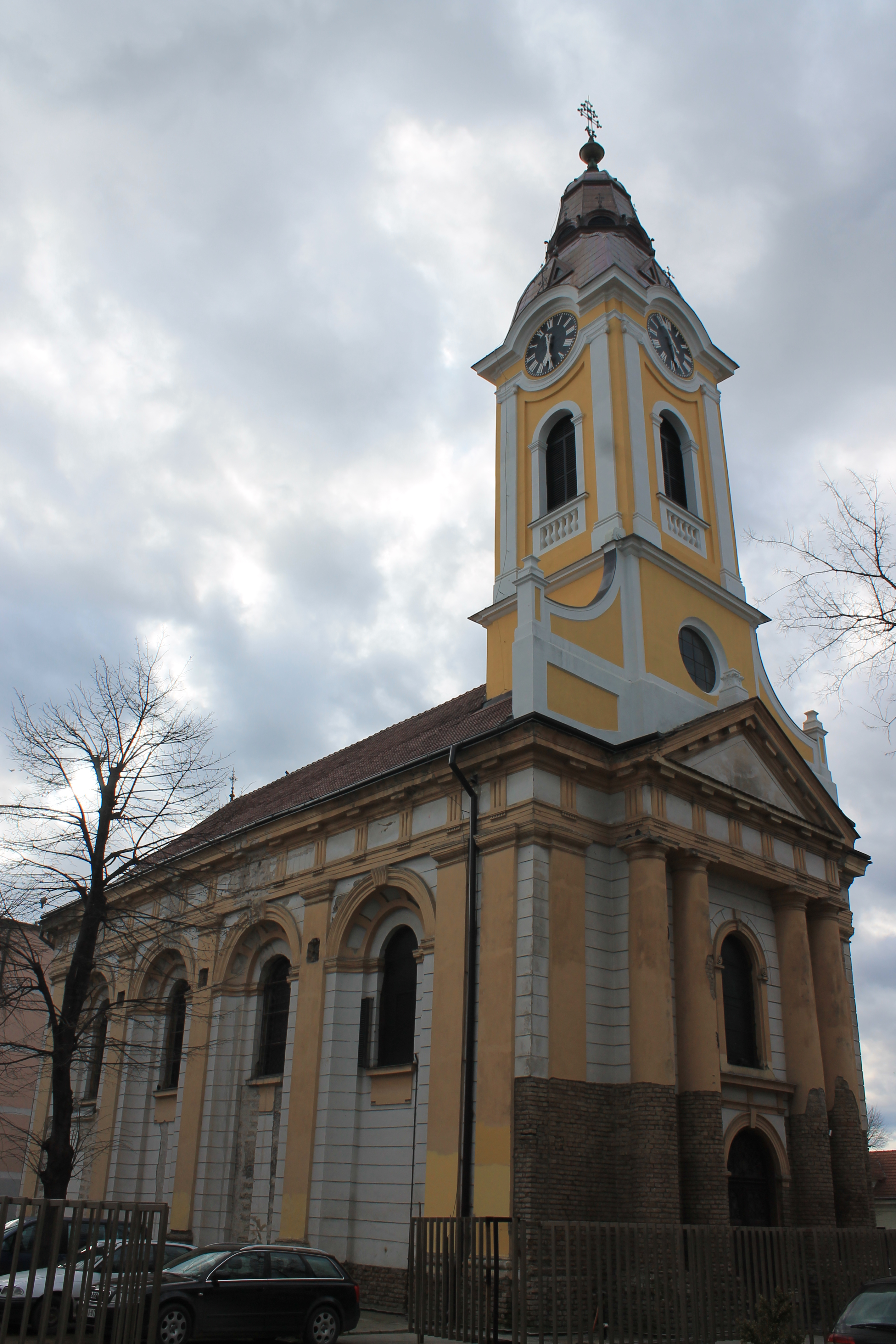
Die Nordfassade der Kirche

Seit Ende Oktober 2016 nach über 110 Jahren, seit der letzten großen Renovierung, wurde die Kirche einer großen in mehreren Etappen stattfinden Rekonstruktion von Außen und Innen unterzogen. 2017 wurde die Neugestaltung des Kirchhofes entworfen. Und der Bau der Kapelle Hl. Stefan Dečanski mit großen Kirchbrunnen und des großen Kirchladen mitsamt Räumlichkeiten zum Kerzenentzünden geplant. Diese Bauarbeiten und die Neugestaltung wurden von 2018 bis 2020 durchgeführt.
Ebenfalls 2017 wurden Arbeiten an der Instandsetzung der Statik der Kirche, Ausbesserungen von Rissen und Durchbrüchen in den Kirchenmauern, das Durchtrennen der Wände zur Verhinderung von Kapillarfeuchtigkeit, sowie Arbeiten zur Detailrenovierung der Fassaden des Kirchturms mit Anbringen einer Holzkonstruktion und der Neueindeckung der Kirchturmkappe mit Kupfer, sowie Restaurierung der Kirchenuhren und Glocken, begonnen und durchgeführt.
2018 wurde die Fortsetzung der Arbeiten zum Verputzen der Außenwänden und der Gestaltung der Fassaden der gesamten Kirche, sowie die Restaurierung und Sanierung der Kircheninnenwände, die das Verputzen und die Erstellung der gesamten Wandmalerei nach den Entwürfen von Hermann Bollé aus dem Jahr 1904 umfasst, geplant und begonnen. Die Kirche steht unter dem Schutz des Instituts für Denkmalschutz und jede durchgeführte Arbeit erforderte die Wiederherstellung aller bereits vorhandenen Details sowie der im Laufe der Jahre verschwundenen Details, die in den Originalentwürfen von 1904 enthalten waren. Ursprünglich war geplant, die Renovierung der Kirche bis Ende 2018 abzuschließen, zum 100. jährigen Jubiläum der Vereinigung der Vojvodina mit Serbien. Die Opština Ruma unterstützte den Wiederaufbau mit erheblichen Haushaltsmitteln.
Die hölzerne Ikonostase und die Ikonen wurde 2021 vollständig konserviert und restauriert. Für dieses große Unterfangen wurden von einem öffentlich nicht genannten Spender Mittel in Höhe von über 20.000 Euro gespendet. 2021 wurden auch die Arbeiten an der Adaption der Außenfassaden der Kirche fertiggestellt.
Am 23. Januar 2022, wurde die komplett erneuerte Kirche der Herabkunft des Hl. Geistes auf die Apostel und die restaurierte Ikonostase, vom Bischof der Eparchie Srem, Vasilije, feierlich neu eingeweiht. Der Bischof hielt zu diesem Anlass die Hl. Hierarchische Liturgie in der Kirche ab.
Bischof Vasilije überreichte außerdem Auszeichnungen der Serbisch-orthodoxen Kirche an verdiente Institutionen und Einzelpersonen. Die Opština Ruma erhielt den Orden des Hl. Maksim von Serbien, den stellvertretend der Präsident der Gemeindeversammlung von Ruma, Stevan Kovačević, entgegennahm. Der Orden des Hl. Maksim, wurde auch dem Wohltäter der Kirche, Momčilo Dereta, überreicht, und der Orden der Hl. Mutter Angelina von Serbien wurde mehreren Müttern mit mehreren Kindern verliehen.
Die meisten Informationen über die Entstehung der Kirche und der Ikonostase von Uroš Predić finden sich im Buch von Branka Kulić aus Ruma, mit dem Titel „Renovierung der serbisch-orthodoxen Kirche der Herabkunft des Hl. Geistes in Ruma“.
In der Anfangszeit der Kirche wurden die alltäglich stattfindenden Gottesdienste (Göttliche Liturgien) in Kirchenslawisch und Griechisch abgehalten. Heutzutage werden die Liturgien auch im modernen serbisch gehalten. Jeden Donnerstag werden feierliche Bittgottesdienste, so genannte Akatiste, vor der Gottesmutterikone begangen. Derzeitiger Vorsteher der Kirche und Priester der ersten Pfarrei der Kirche ist Dušan Višekruna. Priester der zweiten Pfarrei ist der Erzpriester Sreten M. Lazarević.

## Architektur

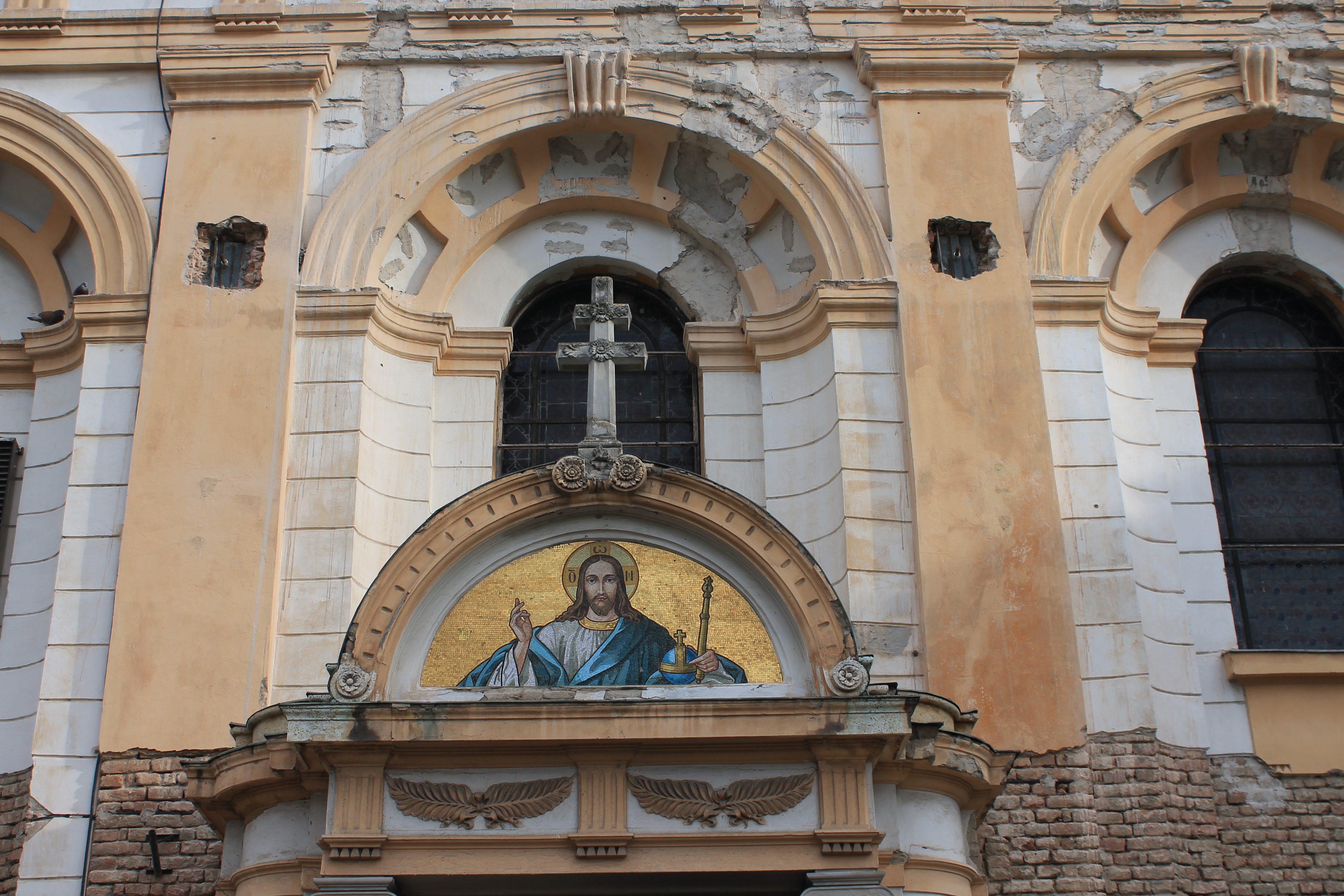
Das Christusmosaik vor der Rekonstruktion der Kirche

Das einschiffige Kirchengebäude mit einem rechteckigen Grundriss ist in seiner ursprünglichen Grundkonzeption im Stil des Klassizismus mit erheblichem Anteil an Stilelementen des Barock, mit bei der großen Restauration bzw. Weiterbau, nachträglichen eklektischen Ansatz von Stilmitteln des Klassizismus, der Romantik und des Jugendstils, mit einer von halbrunden Altar-Apsis im Osten und einem Narthex mitsamt einem hohen, dominanten Kirchturm, den eine vereinfachte Kappe im Sezessionsstil (nach der Wiener Secession), krönt, im Westen, erbaut worden.
Die Kirche verfügt über eine sehr reiche Fassadendekoration, wobei insbesondere die Westfassade, interessant ist. Der reiche Fassadenschmuck besteht aus flachen Pilastern mit einfachen Kapitellen, die die vertikale Gliederung betonen, abgestuften Halbrundnischen, einer Sockelleiste und einer betonten attischen Gesimszone entlang der gesamten Kirche. Die Repräsentativität der Westfassade wird durch massive Doppelsäulen mit darüberliegendem Tympanon des Portikus-Portals, eine hohe Giebelwand, einem Oculus und die bereits erwähnte sezessionistische Kirchturmkappe erreicht.
Der Hauptkircheneingang befindet sich an der Westfassade der Kirche. Auch existiert ein Nebeneingang an der Südfassade. Der Nebeneingang befindet sich in einem kleinen Anbau mit einem halbrunden Dach, auf dessen Mitte ein großes steinernes Kreuz aufgestellt ist und auch ein Mosaik, das Jesus Christus darstellt, die westliche Dachseite des Anbaus schmückt.

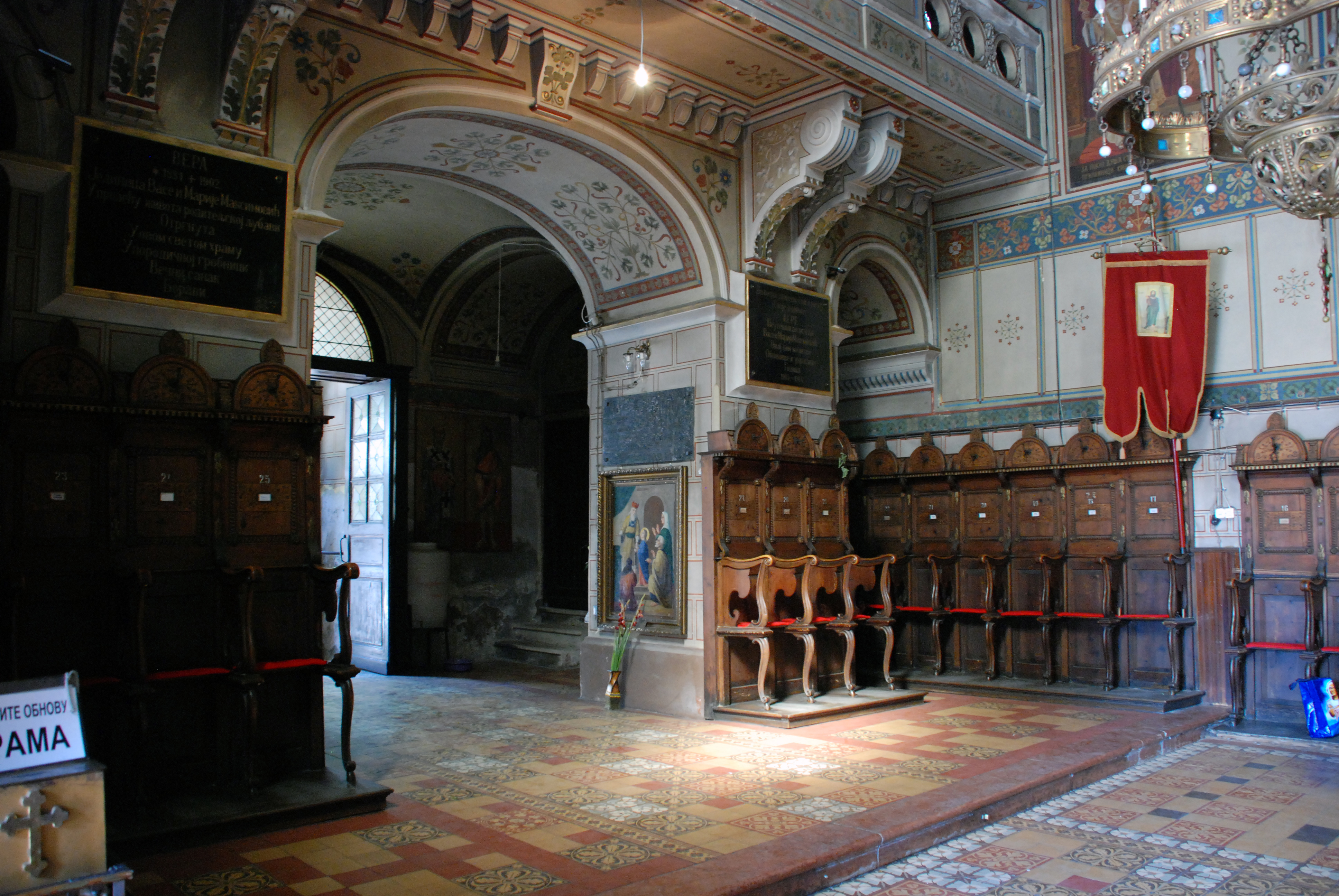
Westseite des Kirchenschiffes

Die Kirche besitzt zwei Kirchenkreuze, eines auf der Spitze des Kirchturmes und das andere am Ostende des Naos. Im oberen Geschoss des Kirchturms befindet sich zu jeder Seite des Kirchturms eine Uhr mit Mechanismus.
Der Kircheninnere wird von der prächtigen, reich verzierten, hohen, mehrstöckigen und mehrtürigen Ikonostase mitsamt Ikonen dominiert. Im Kircheninnenraum befinden sich zudem der Gottesmutter- und Bischofsthron, Kronleuchter, reich dekoriertes Chorgestühl und dekorativ ausgearbeitete Chorständer. Die Kirche verfügt über einen großen Chorbalkon im westlichen Kirchenschiff. Die Kirchenwände sind mit vielen floralen Ornamenten und Wandmalereien von Heiligen geschmückt.
Im Kircheninnenraum befinden sind reich verzierte Buntglasfenster. Im westlichen Teil des Kirchenschiffes sind zwei Gedenktafeln angebracht, die einige Einzelheiten erklären. Eine davon ist, dass Vasa und Marija Maksimović von 1903 bis 1904 die Renovierung und Dekoration der Kirche finanzierten. Die zweite Gedenktafel erklärt den Grund: Ihre einzige Tochter starb im Jahr 1902.